# Tipula (Yamatotipula) hamata
Tipula (Yamatotipula) hamata is een tweevleugelige uit de familie langpootmuggen (Tipulidae). De soort komt voor in het Palearctisch gebied.